# Museu Nacional dos Direitos Humanos
O Museu Nacional dos Direitos Humanos é um museu nacional de Taiwan (República da China), com localizações na cidade de Nova Taipei (Parque Nacional do Terror Branco Jing-Mei) e na Ilha Verde (Parque Nacional do Terror Branco da Ilha Verde). O museu foi estabelecido a 15 de março de 2018 e inaugurado a 18 de maio de 2018. O museu possui coleções de documentos, pesquisas e materiais educacionais relacionados ao período da lei marcial em Taiwan e trabalha com museus em Taiwan e a nível internacional.